# Georg Reinhold von Köhler
Georg Reinhold von Köhler, född 13 februari 1687, död 11 november 1758, var en svensk friherre och militär. Han var far till Georg Ludvig, Salomon von Köhler och Axel Johan von Köhler.
Georg Reinhold von Köhler var son till generalmajor Fredrik von Köhler och Anna Maria Gyllenberg. Han blev volontär vid Västgöta tremänningsinfanteriregemente 1700, förare där samma år, sergeant 1701 och fänrik samma år. År 1703 blev von Köhler fänrik vid Älvsborgs regemente, 1704 sekundlöjtnant där 1704 och senare samma år premiärlöjtnant, 1708 löjtnant vid Livdragonregementet och kapten där 1709. Han blev svårt sårad i slaget vid Holowczyn och följde Karl XII till Turkiet men blev fången vid Czernowitz 24 september 1709. Köhler vistades 14 år som krigsfånge i Tobolsk. Efter sin återkomst blev han kapten vid garnisonsregementet i Göteborg med majors karaktär, och erhöll 1723 överstelöjtnants karaktär med rang från 1722. Köhler blev 1730 överstelöjtnant vid Bohusläns dragonregemente, 1746 överste och var 1746–1758 chef för Bohusläns dragonregemente. Han blev 1750 generalmajor av kavalleriet och 1756 generallöjtnant. von Köhler blev 1748 riddare och 1757 kommendör av Svärdsorden.